# Kuzma Petrov-Vodkin
Kuzma Sergeevici Petrov-Vodkin, (în rusă Кузьма Сергеевич Петров-Водкин) (5 noiembrie 1878, Khvalînsk, Regiunea Saratov - 15 februarie 1939, Leningrad) a fost un important pictor și scriitor rus.

## Biografie

### Studii
Kuzma Petrov-Vodkin s-a născut în Khvalînsk (Regiunea Saratov) în familia unui pantofar. A fost expus artei încă din copilărie, luând lecții de iconografie. După finalizarea școlii elementare, a mers la un mic șantier naval pentru o slujbă pe perioada verii, plănuind să-și continue studiile la colegiul feroviar din Samara, dar a căzut examenul de promovare. În anul 1893 s-a înscris la școala de artă a lui Fedor Burov. 
În aprilie 1895, Burov moare, iar Petrov-Vodkin își ia diferite slujbe ca pictor în vecinătatea Saratovului. Datorită angajatorului mamei sale este introdus arhitectului R. Meltzer, pe care-l impresionează, iar acesta îl invită să studieze artele în Sankt Petersburg. Educația i-a fost finanțată de către negustorii din Saratov. De asemenea, Borisov-Musatov, un important pictor din Saratov, l-a încurajat să-și continue studiile.
Petrov-Vodkin a stat în Sankt Petersburg între 1895 și 1897 studiind la școala Baron Stieglits, apoi s-a mutat la Moscova la școala de pictură, sculptură și arhitectură. Aici, Petrov-Vodkin a fost studentul lui Valentin Serov, Isaak Levitan și Konstantin Korovin. În 1901 călătorește la München și studiază cu Anton Ažbe, absolvind în anul 1904.

### Începutul carierei (1899-1912)

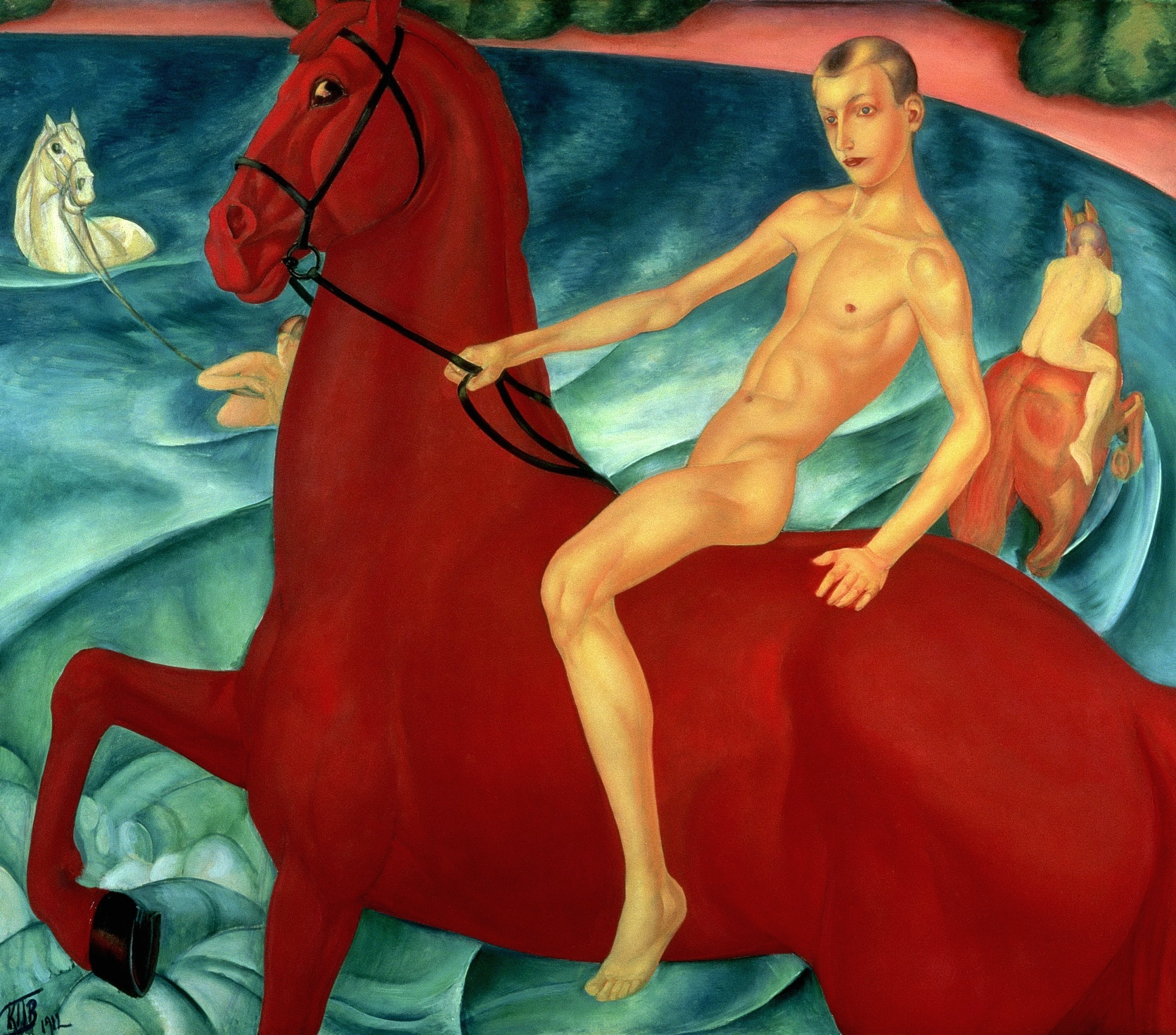
"La scăldat pe cal roșu".

În anul 1906, la Paris o întâlnește pe Maria Jovanovic (1885–1960), fiica unui proprietar de hotel, imigrant sârb. Maria îi rămâne alături pe toată durata vieții. Împreună au avut două fiice. 
Încă din perioada colegiului a intrat în dizgrația Bisericii Ortodoxe, după ce a pictat o icoană considerată inacceptabilă, într-una dintre bisericile din Samara. Lucrările sale fiind considerate blasfemii, fiind prea viu colorate și erotice.
Lucrerea sa Visul (1910) a provocat, de asemenea, discuții contradictorii în lumea artistică contemporană rusă. Principalul său critic fiind Ilia Repin, iar principalul apărător fiindu-i Alexandre Benois. 
În această perioadă pictează Băieți la joacă și La scăldat pe cal roșu, lucrări remarcabile, care i-au asigurat celebritatea.

### Maturitatea artistică (1912-1928)

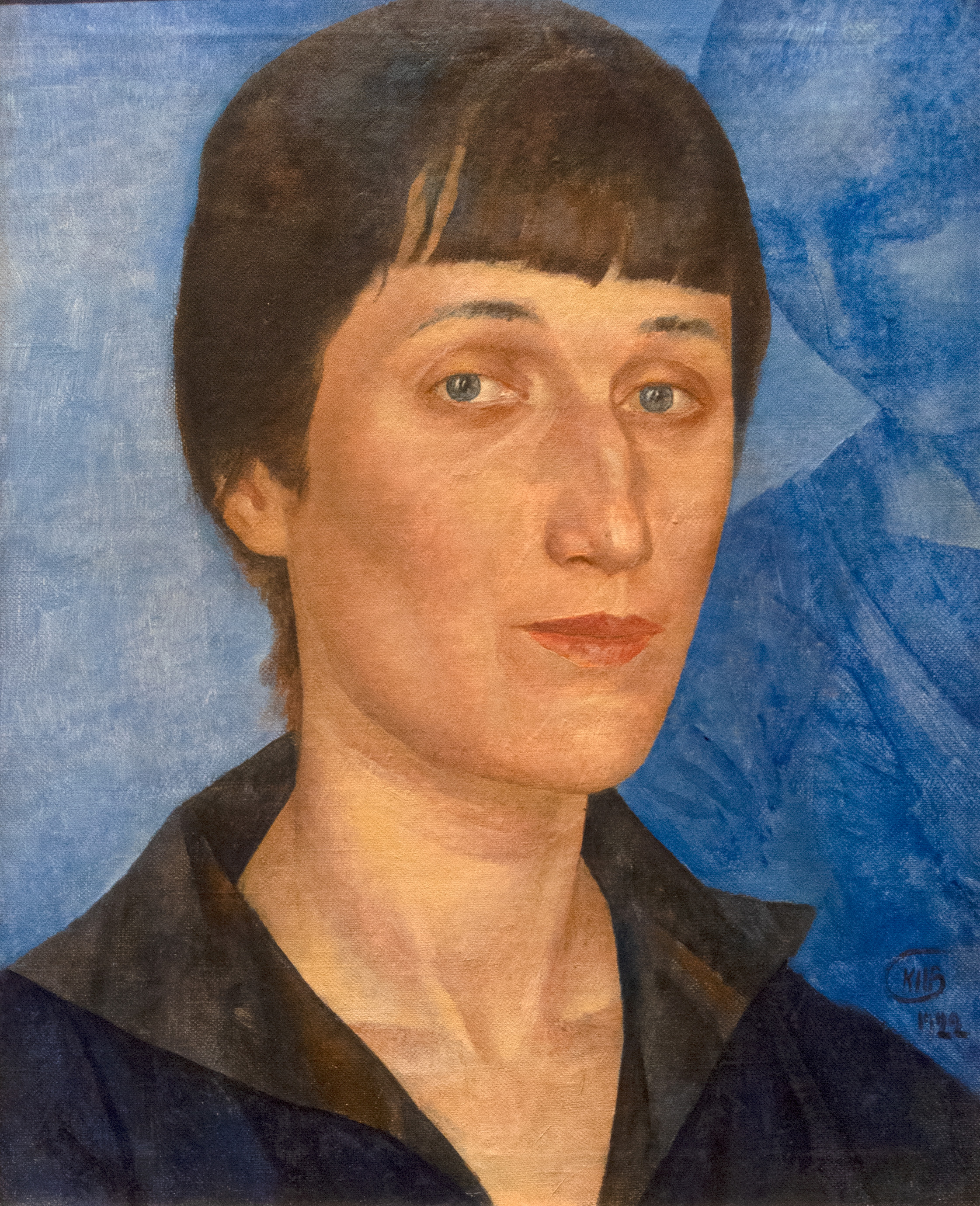
Anna Akhmatova Portret, 1922

Din 1924 până în 1926 trăiește în Franța. În 1922 pictează portretul poetei Anna Akhmatova.
În perioada începuturilor sale în pictură, Petrov-Vodkin dezvoltă perspectiva sferică: o viziune curbă unică care distorsiona desenul, astfel încât să prezinte privitorului, lucrurile curbate după curba pământului.
A folosit această tehnică excesiv, în lucrări ca Mortea unui comisar și În linia întâi.
În această perioadă, Petrov-Vodkin a folosit tonuri mai închise, iar lucrările sale au devenit mult mai detaliate.
Cu ajutorul guvernului sovietic, călătorește mult în Uniunea Sovietică, producând lucrări cu scop didactic.

### Anii târzii (1928-1937)
În anul 1927, Petrov-Vodkin a fost contaminat cu tuberculoză și a avut o perioadă de inactivitate în următorii ani. Astfel s-a aplecat asupra literaturii, scriind trei volume cu tente autobiografice: Khvalynsk, Spațiul lui Euclid și Samarkandia. Primele două fiind considerate capodopere ale literaturii ruse în acea perioadă.
În anul 1932, K. Petrov-Vodkin a fost ales primul președinte al nou înființatei Uniuni a Artiștilor din Leningrad.
O pictură importantă din această perioadă este 1919. Alarma. (1934).
Petrov-Vodkin a murit din cauza tuberculozei în februarie 1939.

## Galerie

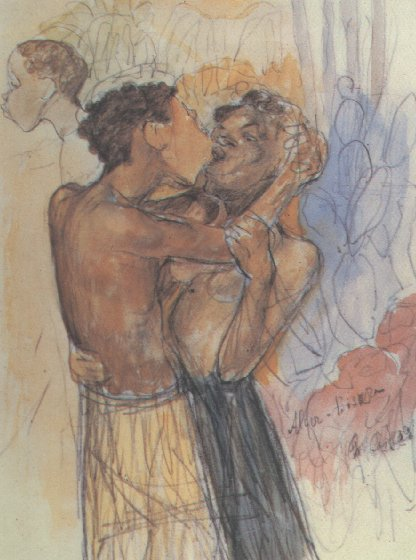
Sărut
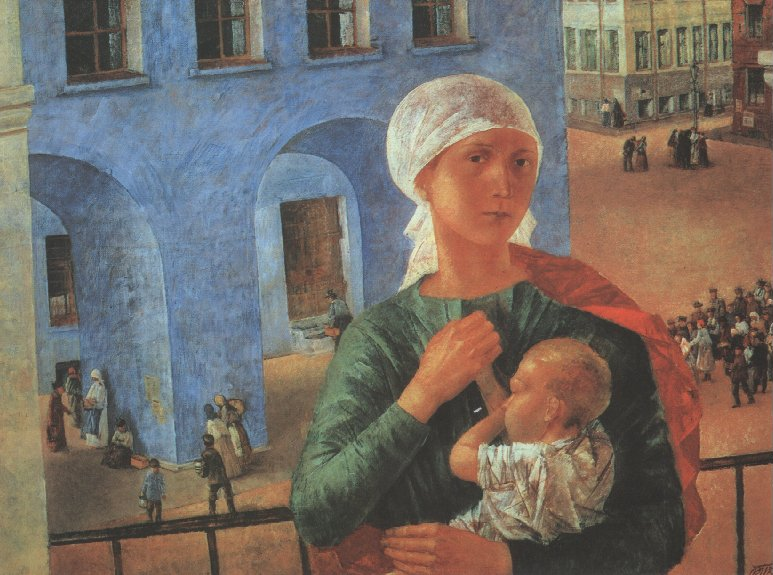
Madonna din Petrograd
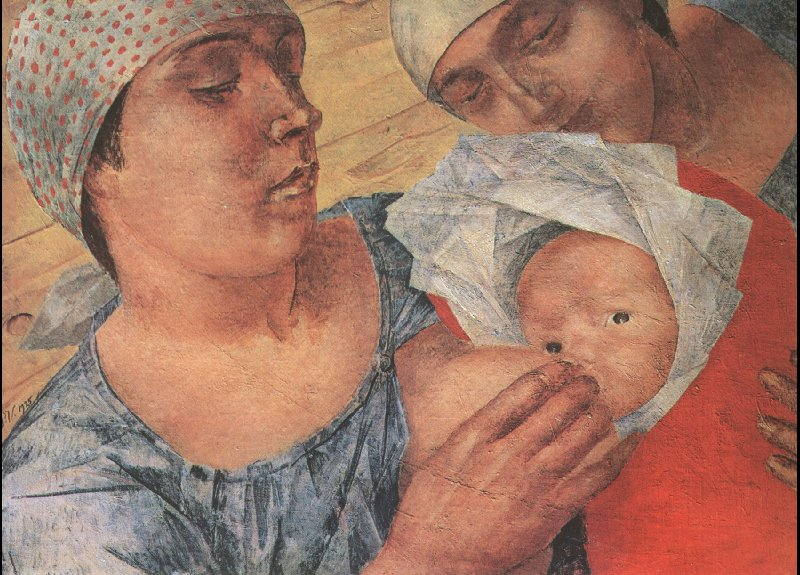
Simţ matern
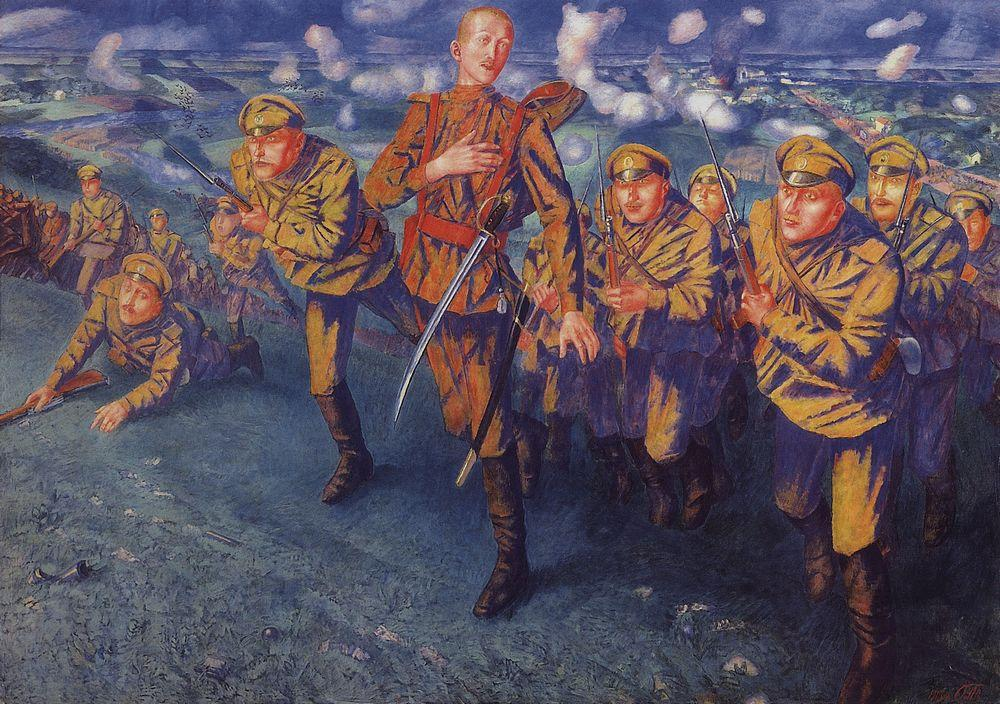
În linia întâi
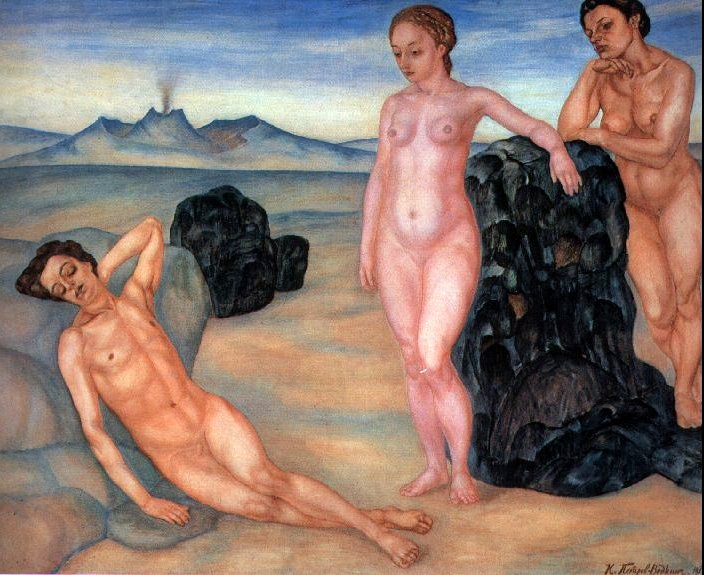
Visul
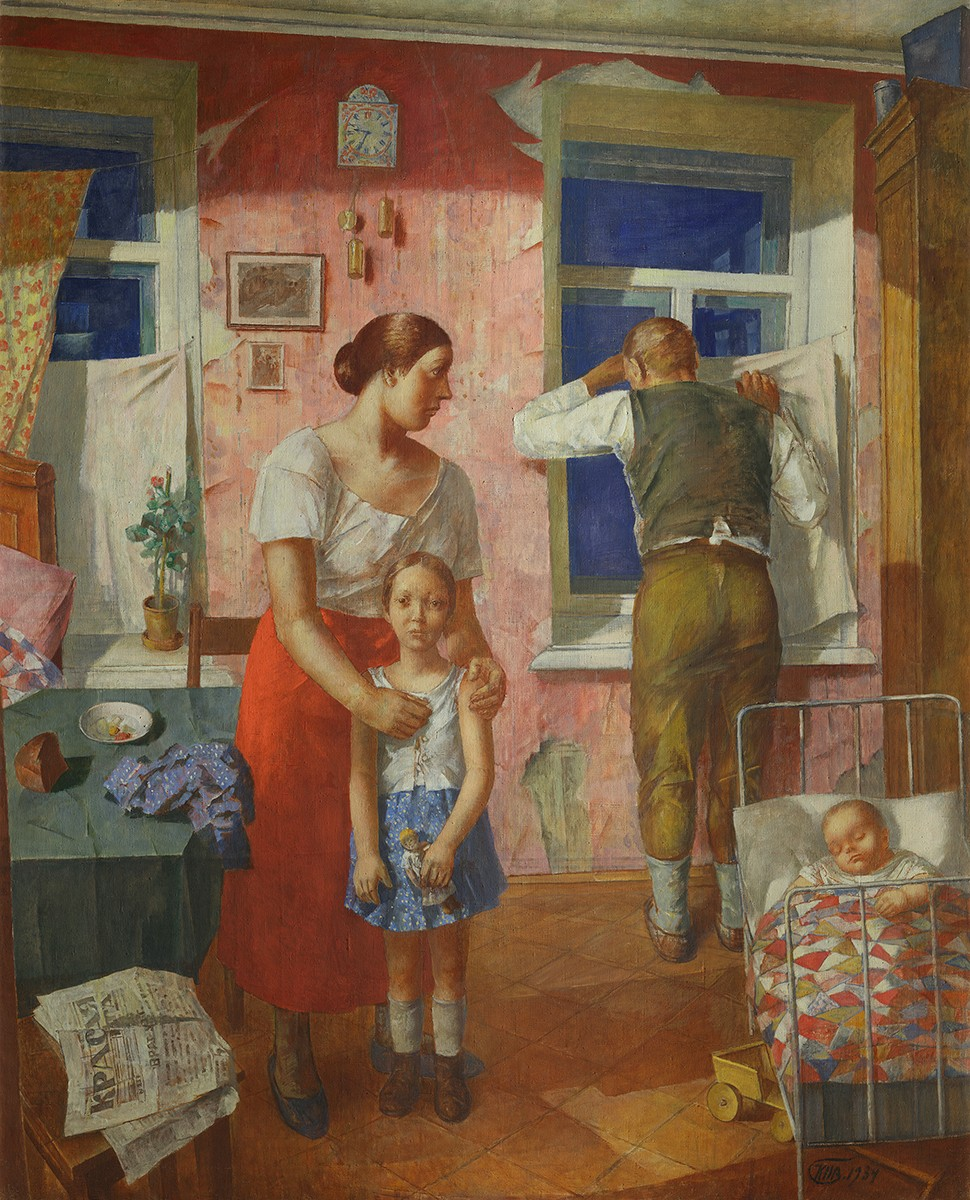
1919. Alarma.
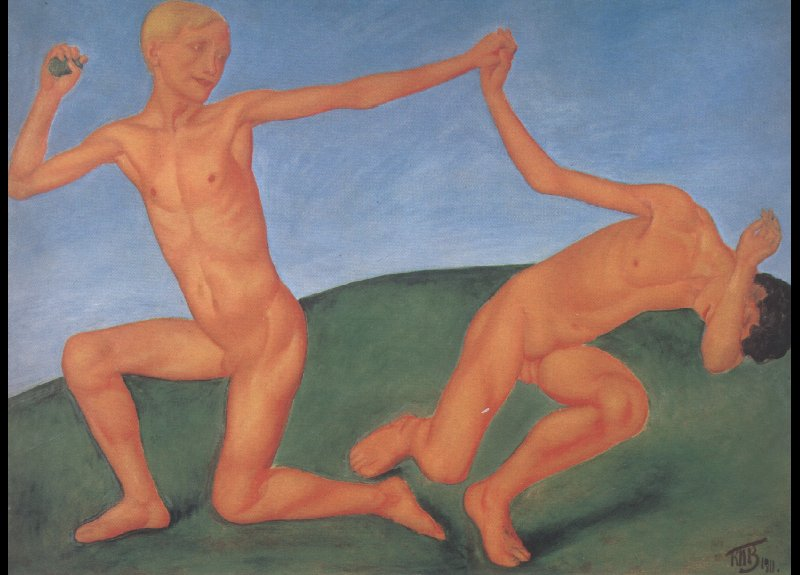
Băieţi la joacă
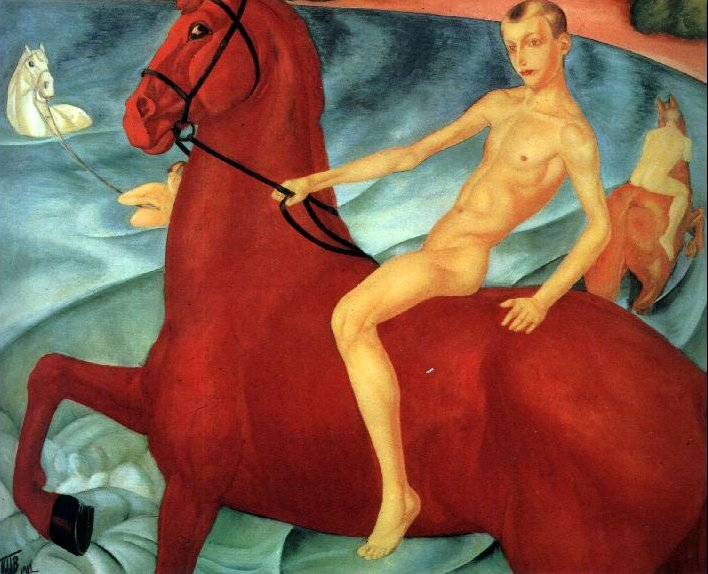
La scăldat pe cal roșu
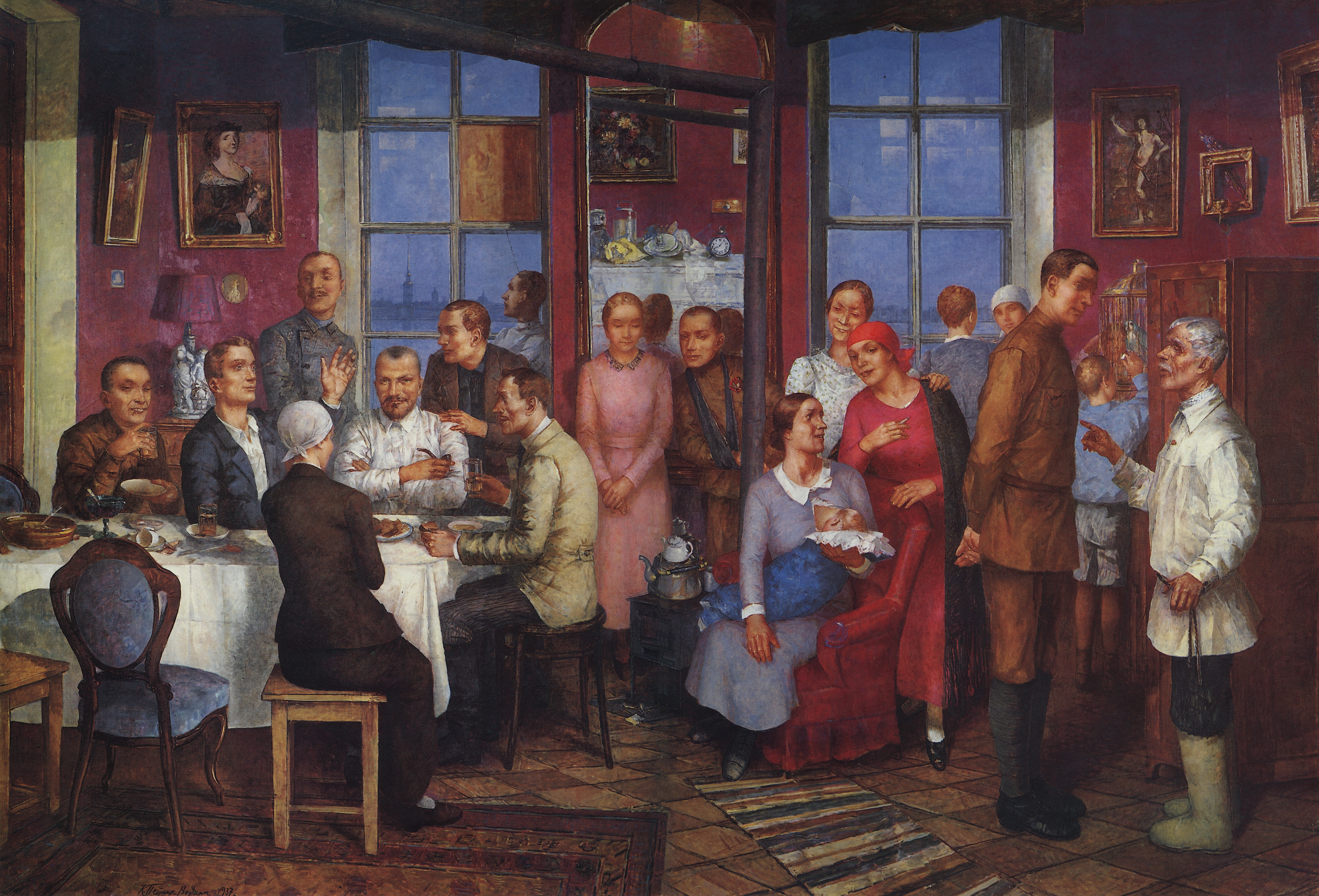
Petrecere de casă nouă
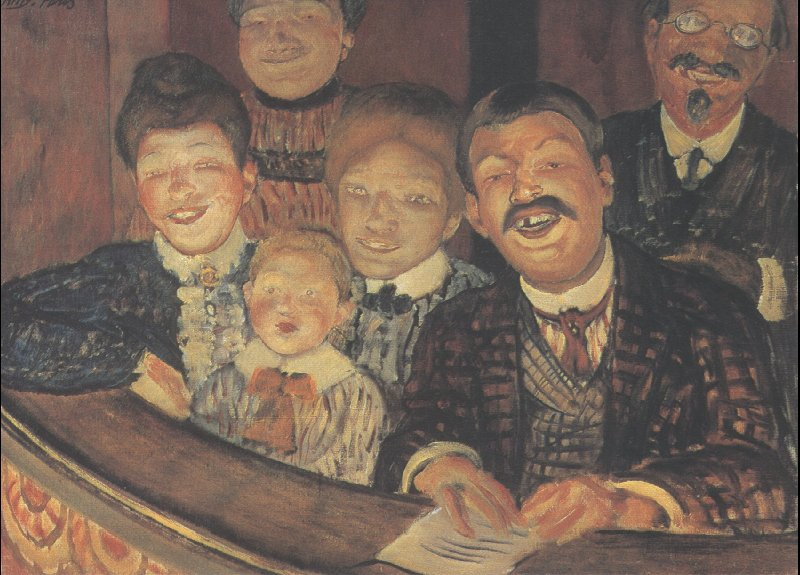
Teatru. Farsă.
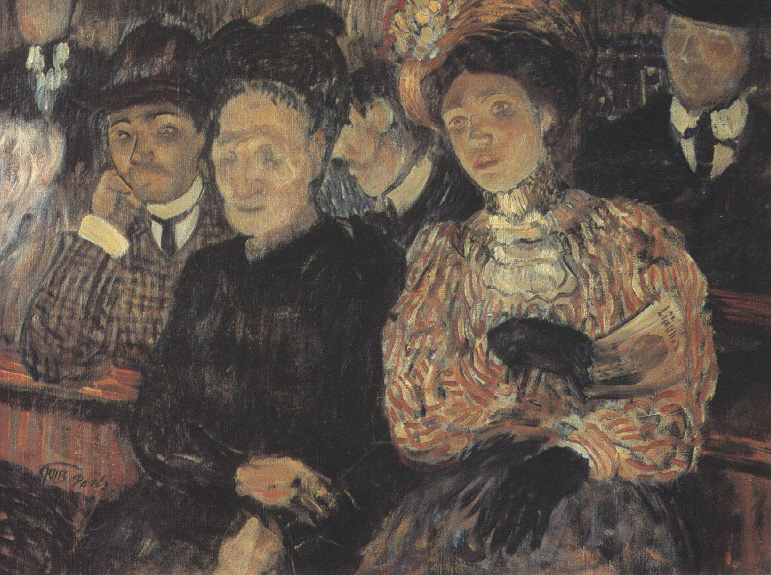
Teatru. Tragedie.
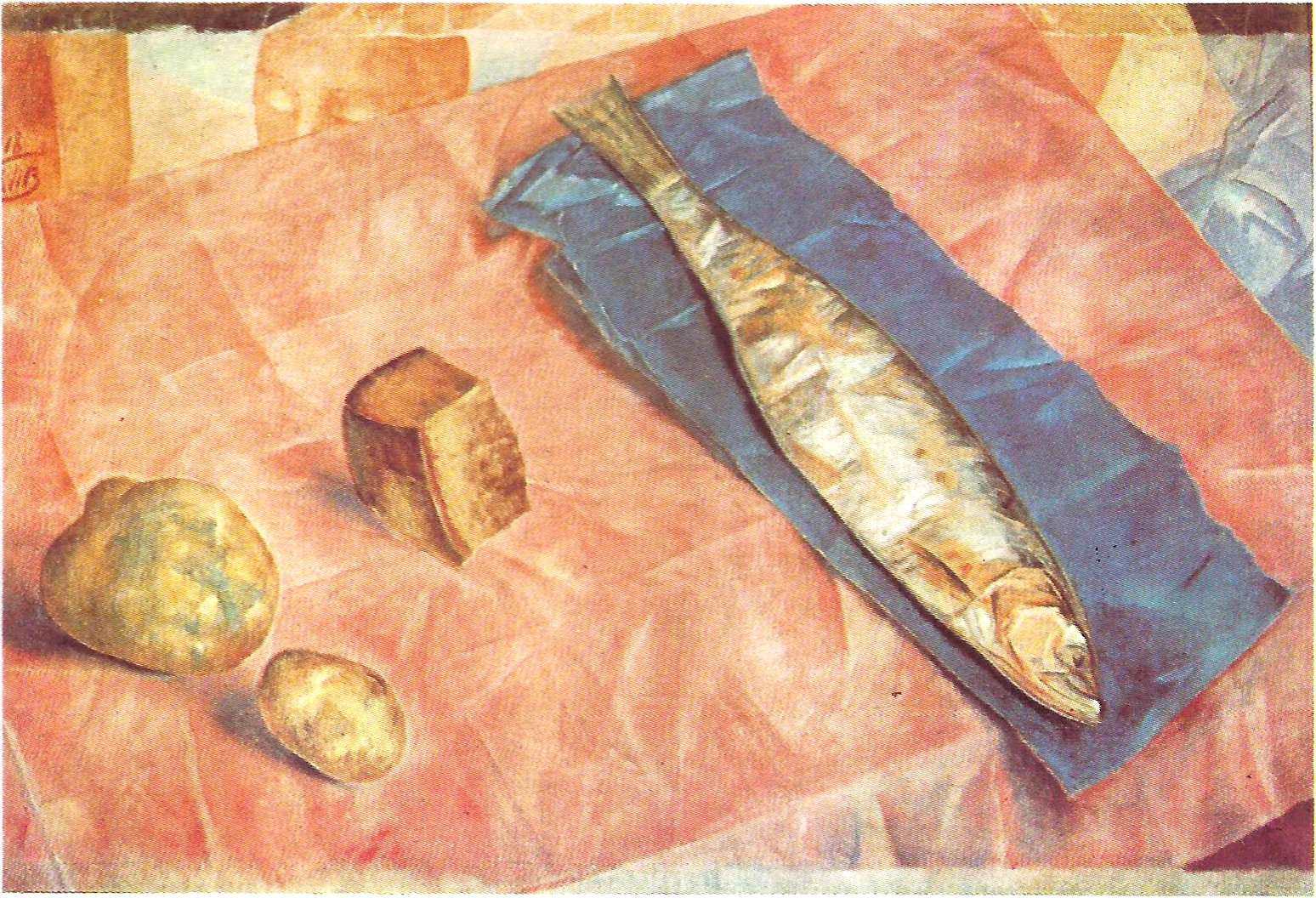
Hering
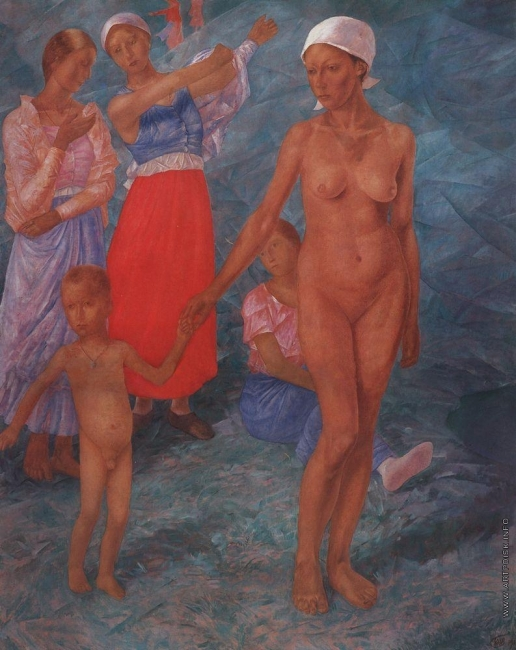
Baia de dimineaţă
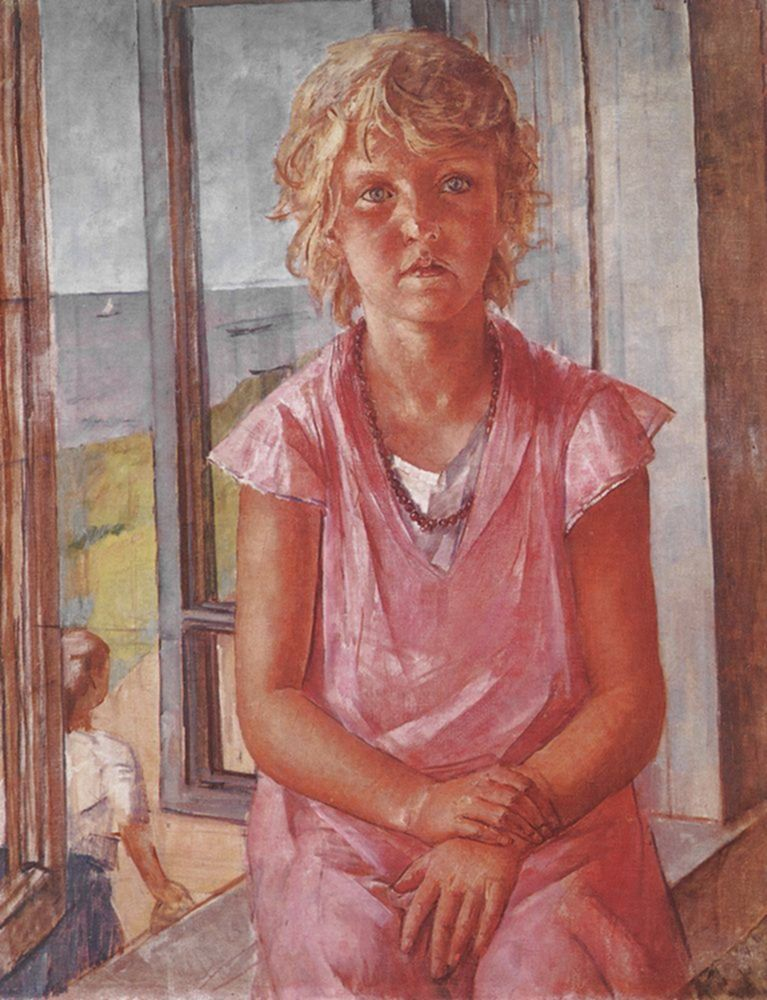
Fata pescarului
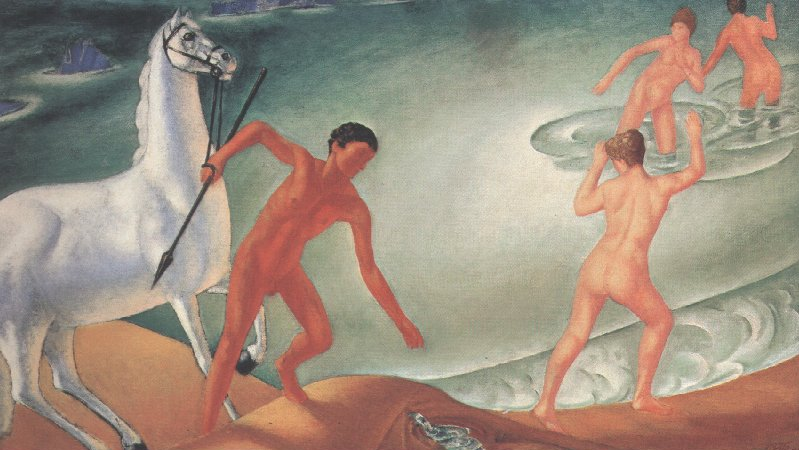
Luptător însetat
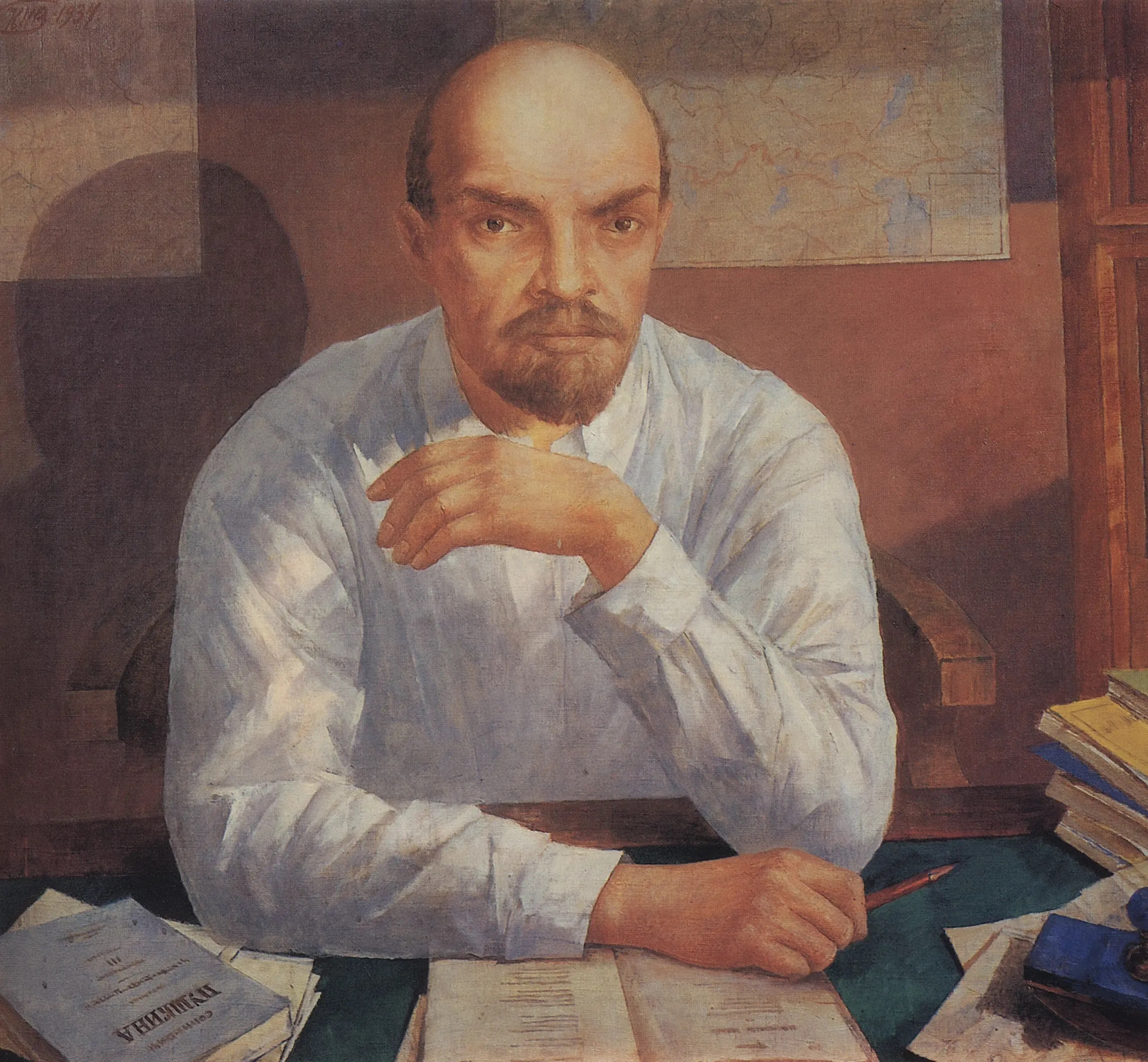
Lenin